# Air Florida
Air Florida war eine US-amerikanische Fluggesellschaft, die ihren Betrieb im Jahr 1984 eingestellt hat. Das Unternehmen führte nationale und internationale Linienflüge durch.

## Geschichte

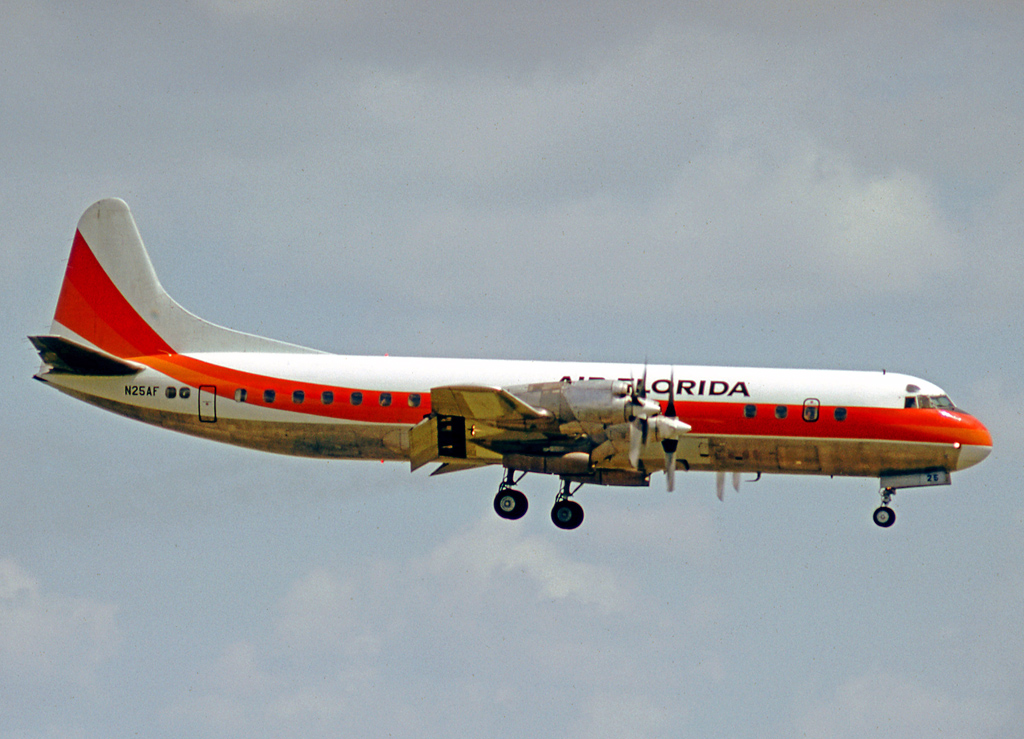
Eine Lockheed L-188 Electra in ursprünglicher Farbgebung der Air Florida

Air Florida wurde im September 1971 in Miami gegründet. Die Gesellschaft erhielt von der US-Luftfahrtbehörde zunächst ein Air Operator Certificate als sogenannter „Intrastate Carrier“, wodurch nur regionale Linienflüge innerhalb des Bundesstaates Florida erlaubt waren. Die Aufnahme des Flugbetriebs erfolgte am 29. September 1972 mit einer kurzzeitig von Pan Am gemieteten Boeing 707. Zunächst flog die Gesellschaft von Miami nur die Städte Orlando und Saint Petersburg an. Im Frühjahr 1973 erwarb Air Florida die erste von insgesamt drei eigenen Lockheed L-188 Electra und erweiterte ihr Streckennetz nach Tallahassee. Mitte der 1970er Jahre plante das Unternehmen seine Turboprop-Maschinen durch Strahlflugzeuge des Typs VFW 614 zu ersetzen, bestellte diese aber nicht.
Zum Jahresbeginn 1977 ergänzte eine nur kurzzeitig betriebene Boeing 727-100 die Flotte, im Sommer 1977 folgten drei von Air Canada erworbene Douglas DC-9. Im Zuge der Deregulierung des US-amerikanischen Luftverkehrs wurde es Air Florida durch den Airline Deregulation Act ab Oktober 1978 möglich, ihr nationales Liniennetz über die Grenzen des Bundesstaates Florida auszudehnen und zusätzlich auch internationale Verbindungen einzurichten. Das Unternehmen etablierte sich anschließend mit einer sehr aggressiven Preispolitik als Billigfluggesellschaft. Zur schnelleren Expansion strebte die Gesellschaft im Frühjahr 1979 die Übernahme der ebenfalls auf dem Miami International Airport ansässigen National Airlines an, die jedoch von Pan Am aufgekauft wurde. Air Florida flog zu dieser Zeit mit fünf Douglas DC-9 sowie zwei gemieteten Boeing 737-200 dreizehn Flughäfen in Florida planmäßig an und hatte neue nationale Verbindungen nach New York, Philadelphia und Washington eingerichtet. Die ersten internationalen Linienflüge erfolgten parallel dazu nach Saint Croix sowie zu drei Zielorten auf den Bahamas.
Ab Sommer 1979 stellte Air Florida eine größere Zahl an werksneuen Boeing 737-200 sowie fünf gebraucht von Singapore Airlines erworbene Boeing 737-100 in Dienst, welche die Douglas DC-9 schrittweise ersetzten. Zur Aufnahme von Linienflügen nach London-Gatwick wurde ab März 1980 erstmals eine McDonnell Douglas DC-10 von Seaboard World Airlines geleast. Zeitgleich kaufte das Unternehmen mehrere kleinere Fluggesellschaften auf, darunter Fineair Express und Gullair, welche anschließend Zubringerflüge für das Unternehmen durchführten. Diese Regionalfluggesellschaften, die im Anschluss unter dem gemeinsamen Markennamen Air Florida Express auftraten, blieben als eigenständige Tochterunternehmen erhalten und wurden nicht mit Air Florida fusioniert.
Anfang der 1980er Jahre geriet Air Florida infolge der schnellen Expansion und der zunehmenden Konkurrenz durch andere Fluggesellschaften in wirtschaftliche Schwierigkeiten. Die finanziellen Probleme nahmen nach dem Absturz einer Boeing 737 in Washington, D.C. (siehe unten) und dem damit verbundenen zusätzlichen Passagierrückgang weiter zu. Durch die hohen Verluste im operativen Geschäft beliefen sich die Schulden des Unternehmens im Frühjahr 1984 auf insgesamt 155 Millionen US-Dollar. Der drohende Konkurs konnte zunächst durch den Verkauf von vier Boeing 737 abgewendet werden. Am 3. Juli 1984 beantragte Air Florida Gläubigerschutz nach dem Chapter 11 des US-Insolvenzrechts und stellte den Betrieb ein. Der größte Teil der Flotte bestand aus geleasten Flugzeugen, die umgehend an ihre Besitzer zurückgegeben wurden. Im Herbst 1984 kaufte die in Chicago ansässige Midway Airlines die insolvente Gesellschaft mitsamt ihren letzten drei verbliebenen Boeing 737 für insgesamt 53 Millionen US-Dollar auf.

## Flugziele
Die Gesellschaft besaß ein umfangreiches Streckennetz innerhalb Floridas und bot von dort ausgehende Linienflüge in die mittleren und östlichen Landesteile der USA an, unter anderem nach Charleston, Dallas, Houston, New York, Philadelphia, Savannah und Washington. International wurden hauptsächlich von Miami ausgehende Strecken nach Mittelamerika und in die Karibik bedient. In Europa flog Air Florida ab Frühjahr 1980 zunächst London-Gatwick, Düsseldorf und Zürich an, später auch Brüssel und Frankfurt. Ab Mai 1983 bediente die Gesellschaft nur noch die Transatlantikroute nach London-Gatwick mit eigenen Flugzeugen. Zeitgleich beauftragte sie British Island Airways (1982) mit dem Anschlussverkehr nach Brüssel, Düsseldorf und Frankfurt. Die hierzu eingesetzte BAC 1-11 des britischen Unternehmens trug nur einen kleinen Aufkleber der Air Florida.

## Flotte

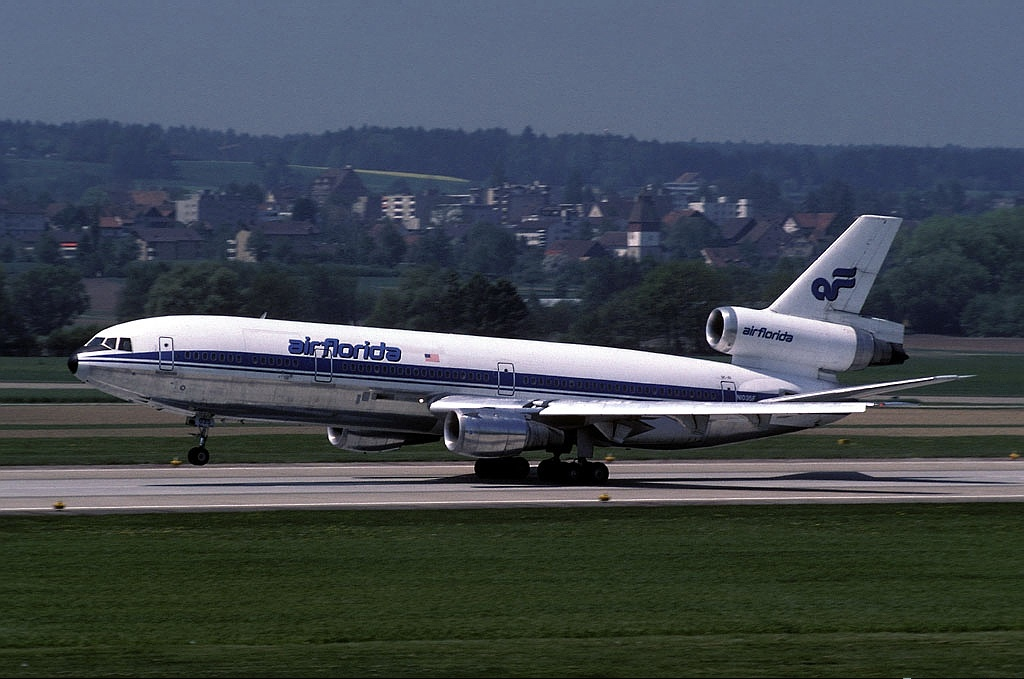
Die erste geleaste McDonnell Douglas DC-10 wurde in Farben des Vormieters Icelandair betrieben

### Flotte bei Betriebseinstellung
Im Februar 1984 bestand die Flotte aus fünfzehn Boeing 737, einer Douglas DC-8-62 und zwei McDonnell Douglas DC-10-30CF.

### Zuvor eingesetzte Flugzeuge
Air Florida setzte im Lauf ihrer Geschichte folgende Flugzeugtypen ein:
- Boeing 707-300 (von September 1972 bis Anfang 1973 geleast von Pan Am)
- Boeing 727-100 und 727-200 (von Anfang bis Mitte 1977 sowie von 1981 bis 1983 betrieben)
- Boeing 737-100 und 737-200 (ab 1979 betrieben)
- Douglas DC-9-15 (von 1977 bis 1981 betrieben)
- Douglas DC-8-62 (ab 1983 geleast von Rich International Airways)
- Lockheed L-188 Electra (von 1973 bis 1977 betrieben)
- Martin 4-0-4
- McDonnell Douglas DC-10-30CF (ab 1980 geleast von Seaboard World Airlines und Transamerica Airlines)

## Zwischenfälle
- Am 13. Januar 1982 verunglückte eine Boeing 737-200 nach dem Start vom Washington National Airport. Die Maschine kollidierte aufgrund eines Strömungsabrisses mit einer Straßenbrücke und schlug im Potomac River auf (siehe auch Air-Florida-Flug 90).[15]